# Exapate
Exapate is een geslacht van vlinders van de familie bladrollers (Tortricidae).

## Soorten
- E. bicuspidella Bruun & Krogerus, 1996
- E. congelatella

Winterbladroller (Clerck, 1759)
- E. duratella Heyden, 1864